# 三輪山
三輪山（みわやま）は、奈良県桜井市にあるなだらかな円錐形の山。奈良県北部奈良盆地の南東部に位置し、標高は467.1m、周囲は16kmである。三諸山（みもろやま）ともいう。そのほか記紀においては「美和山」、「御諸岳」などとも記される。

## 概要

### 大物主大神に対する信仰
大物主大神を祀る大神神社（大和国一宮、奈良県桜井市）が三輪山の西麓にある。大神神社は三輪山を神体山として扱っており、山を神体として信仰の対象とするため、本殿がない形態となっている。こうした形態は、自然そのものを崇拝するという特徴を持つ古神道の流れに大神神社が属していることを示すとともに、神社がかなり古い時代から存在したことをほのめかしている。
『古事記』『日本書紀』にも三輪山伝説として大物主神の伝説が記載されており、三輪山が神の鎮座する山（神奈備）とされている。延喜式神名帳には式内大社の大神大物主神社として載せられていて、別名は三輪神社であり、三輪氏の氏神であった。鎌倉時代に入ってからは慶円がこの三輪神社を拡大し、本地垂迹説によって三輪明神と改め、別当寺として三輪山平等寺を建立した。この三輪明神は徳川将軍家などに篤く信仰された。その後明治維新を迎え、1871年（明治4年）に神社が奈良県にあてた口上書には、「神ノ山とは三輪山を指す」という記述があり、大神神社の神体山として三輪山が正式に記録された最初の記録とされる。

### 太陽信仰
太陽神である天照大神は、三種の神器のひとつ八咫鏡を神体として祀られる。この鏡は『日本書紀』によればもとは宮中に祀られていたが、崇神天皇（第10代天皇）6年に笠縫邑に移し皇女の豊鍬入姫命に祀らせ、垂仁天皇（第11代天皇）の時代に皇女倭姫命が伊勢国へ移しこれが現在の皇大神宮（伊勢神宮の内宮）であるという。この笠縫邑は三輪山の西麓の檜原神社 の地であると伝えられる。檜原神社は大神神社の摂社で、天照大神若御魂神などを祀る。神体は山中の磐座である。
また古代には、延喜式神名帳に式内大社として載せられている神坐日向神社 が三輪山の頂上に祀られていて太陽祭祀に深く関わっていた神社であったと推測されている。現在この日向神社は三輪山の西麓にあり、頂上には高宮社（高宮神社）が祀られており、日向御子神を祭神としている。日向神社も高宮社も大神神社の摂社である。

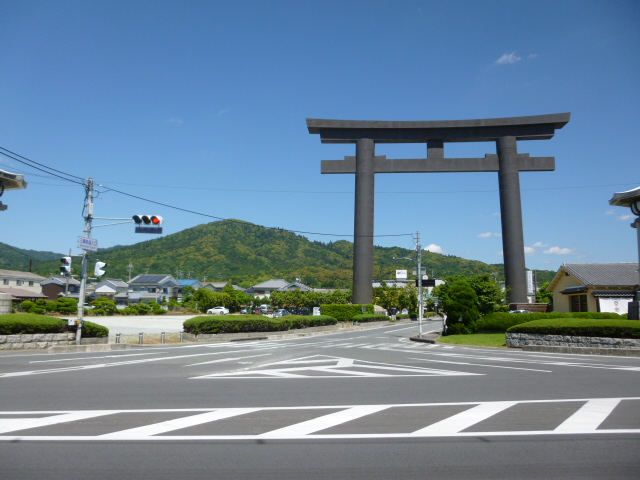
三輪山と大鳥居

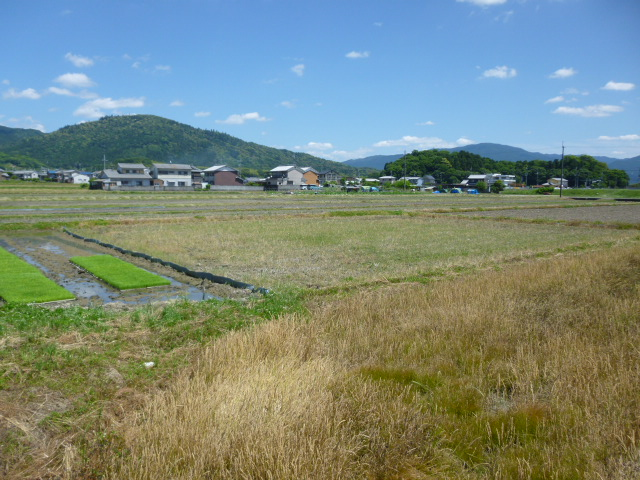
三輪山遠望

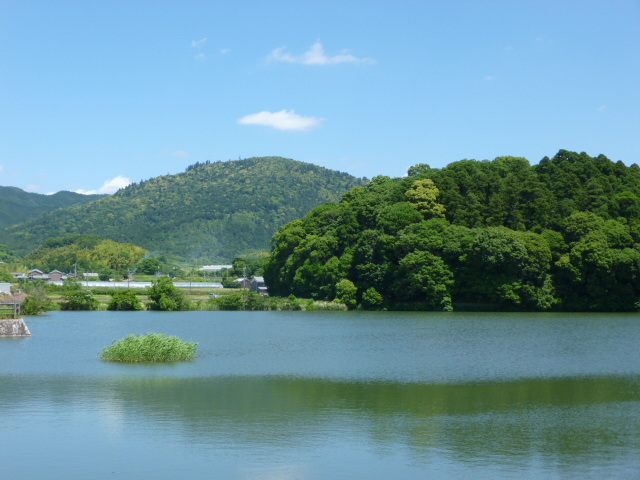
三輪山と箸墓古墳

### 仏教
飛鳥時代には山内に大三輪寺が建てられ、平安時代には空海によって遍照院が建てられて、中世以降は長らく神仏習合の影響が色濃く、神宮寺も数多く建立された。

## 歴史
古代より原始信仰（自然物崇拝）の対象であったとされているが、その始まりは諸説ある。古墳時代に入ると、山麓地帯には次々と大きな古墳が築造されたため、この一帯を中心にして政治的勢力、すなわちヤマト政権の初期政権（王朝）が存在したと考えられている。200 - 300メートルの大きな古墳が並び、そのうちには崇神天皇（第10代天皇）、景行天皇（第12代天皇）の陵があるとされ、崇神天皇陵は行灯山古墳、景行天皇陵は渋谷向山古墳であるとされている。さらに箸墓古墳は『魏志』倭人伝に現れる邪馬台国の女王卑弥呼の墓ではないかと推測されているが、築造年代や規模から異論も多い。
三輪山は古代より人々の心の拠り所であった。7世紀後半、白村江の戦いに敗れ近江の大津宮に遷都するとき額田王が詠んだ歌が有名である。
　「三輪山を　しかも隠すか　雲だにも　こころあらなむ　隠さふべしや」　（『万葉集』巻1‐18）

## 祭祀遺跡
三輪山には磐座が3か所あり、下方のものが辺津磐座（へついわくら）、半ほどのものが中津磐座（なかついわくら）、頂上付近のものが奥津磐座（おきついわくら）と呼ばれている。三輪山の頂上付近はかなり広い平地であり、そのうち高宮神社の東方の広場（東西約30m、南北10m）にたくさんある高さ約2mの岩が奥津磐座である。現在山中で見学できるのはこの奥津磐座だけである。奥津磐座や、中津磐座には巨石群の周囲を広く環状に石を据えた形跡があり、「日本書紀」巻二の天孫降臨に際しての高皇産霊尊の神勅に「天津神籬および天津磐境を起こしたて」とある磐境にあてる考えもある。大神神社の主祭神は大物主大神であるが、ほかに配神として大己貴神と少彦名神がいる。これらの祭神と山中の磐座の関係について、嘉禄2年（1226年）に出された「大三輪鎮座次第」の社伝には「奥津磐座は大物主大神、中津磐座は大己貴神、辺津磐座は少彦名神」とある。また以上の磐座のほかにもそのほかにも山ノ神（やまのかみ）岩陰祭祀遺跡、大神神社拝殿裏の禁足地遺跡、狭井神社西方の新境内地遺跡などの祭祀遺跡がある。
また、山ノ神遺跡は大正7年（1918年）5月に偶然発見されたものである。古墳時代中期以降の岩陰祭祀遺跡で、発見当初は古墳と思われた。磐座とされる石と5個の石がこれを取り囲むような状態で見つかり、さらにその下には割石を敷きつめて地固めがされていた。調査に入るまでの3ヶ月の間に盗掘を受けてしまったとされるが、残った遺物には、小形の素文鏡3つ、碧玉製勾玉5つ、水晶製勾玉1つ、滑石製模造品の子持勾玉1つ、勾玉約100、管玉約100、数百個の有孔円板と剣形製品、無数の臼玉、高坏、盤、坏、臼、杵、杓、匙、箕、神具#案#案、鏡の形を模した土製模造品、それに剣形鉄製品と考えられる鉄片などがあり、本来はさらにおびただしい量の遺物が埋納されていたことが知られている。その遺物を見ると、鏡・玉・剣のセットが歴然としている他、三輪山の神が農耕神としての一面を持つことが興味深く表れているといえる。國學院大学博物館にはこの山ノ神祭祀遺跡のレプリカが展示されている。

## 入山
三輪山は古くから「神宿る山」とされ、三輪山そのものが神体であるとの考えから、神官や僧侶以外は足を踏み入れることのできない、禁足の山とされてきた。江戸時代には徳川幕府より厳しい政令が設けられ、平等寺の許可がないと入山できなかった。明治以降はこの伝統に基づき、「入山者の心得」が定められ、現在においてはこの規則を遵守すれば誰でも入山できるようになった。なお三輪山は国有林と民有林であり、大神神社の境内には属さない。史跡指定されているのは麓の境内のみである。
現在でも三つ鳥居から辺津磐座までは禁足地であり、三輪山に参拝する際には麓の大神神社の拝殿から仰ぎ拝むといった手法を採る。ただし以下の規則（掟）を遵守すれば、入山して参拝することができる。

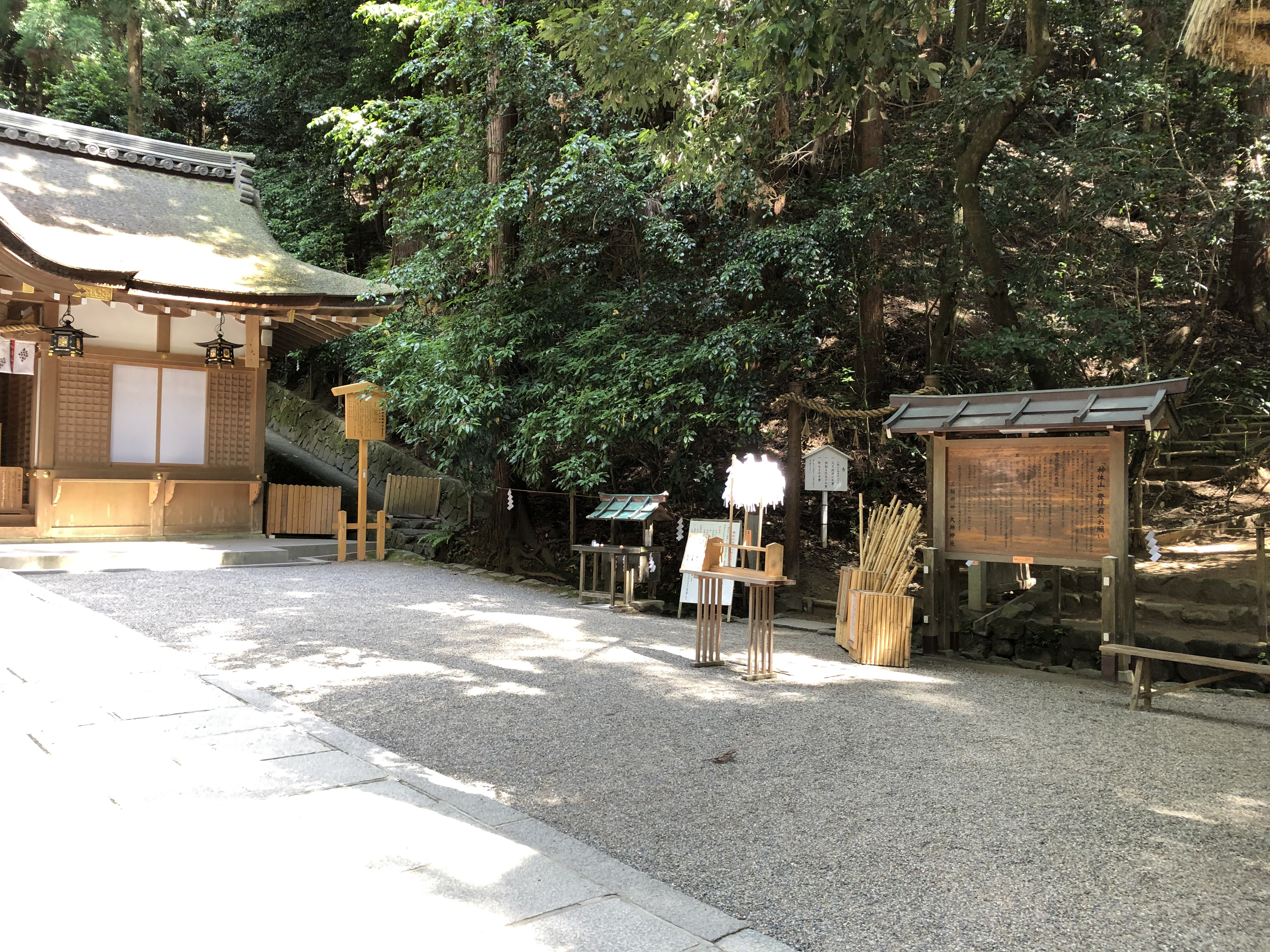
登拝口（狭井神社境内）

登拝を希望する場合は、大神神社から北北東250m辺りに位置する境内の摂社・狭井神社の社務所で許可を得なければならない。そこで氏名・住所・電話番号を記入し300円を納める。そして参拝証の白いたすきを受け取り御祓いを済ませる。道中このたすきを外すことは禁止されている。行程は上り下り約4kmで、通例2時間ほどで登下山できるが、3時間以内に登下山しなければならないという規則が定められている。また山中では、飲食、喫煙、写真撮影の一切が禁止され（水分補給のためのミネラルウォーターやスポーツドリンクの飲用は可能）、下山以降も山中での情報を他人に話すことを慎むのがマナーでもある。午後4時までに下山しないといけないため、午後2時以降は入山が許可されない場合がある。雷雨などの荒天の際は入山禁止となることもあるが、禁止とならない場合であっても万一の事故に備えて電話番号の確実な記入が求められる。また、大神神社で祭祀が行われる日は入山ができない。
原則として、数多く散在する巨石遺構や祭祀遺跡に対しても許可なく撮影はできない。さらに、山内の一木一葉に至るまで神宿るものとし、それに斧を入れることは許されておらず、山は松、杉、檜などの大樹に覆われている。
2020年より新型コロナウイルス感染症の流行拡大に伴い登拝も断続的に禁止され、2022年1月21日以降は一切の入山受け入れを中止したが、2023年5月10日に再開した。

## 聖水思想
考古学者石野博信の説によると、三輪山麓には聖水思想が古代から存在したことが指摘されている。纏向遺跡尾崎花地区の井泉と家ツラの導水施設は、古典で言う井水を浄化して聖水とするための施設であると推測し、「三輪の磐井」と呼ばれる井泉があり、大泊瀬皇子（後の雄略天皇）と「三輪の磐井」のほとりで戦った御馬皇子が、「この水は、百姓のみ唯飲むこと得む。王者は独り飲むこと能（あた）はじ」（『日本書紀』雄略天皇即位前紀）と呪詛したことを挙げ、5世紀頃の三輪山麓に聖水思想があったこと、それが纏向遺跡の「尾崎花の井泉」によって、3世紀にまで遡ることが分かるとしている（ただし、いくつか疑問点も残している）。

## 舞台にした作品
- 三輪 - 謡曲
- 妹背山女庭訓（四段目） - 人形浄瑠璃